# Filtración de planes militares de Estados Unidos en Yemen de 2025

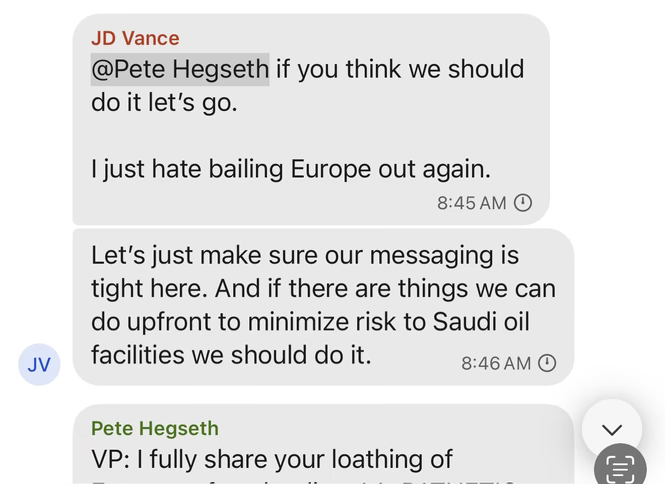
Capturas de pantalla de las conversaciones divulgadas en la que se lee a miembros del núcleo duro del gobierno de Trump comentando las relaciones con Europa

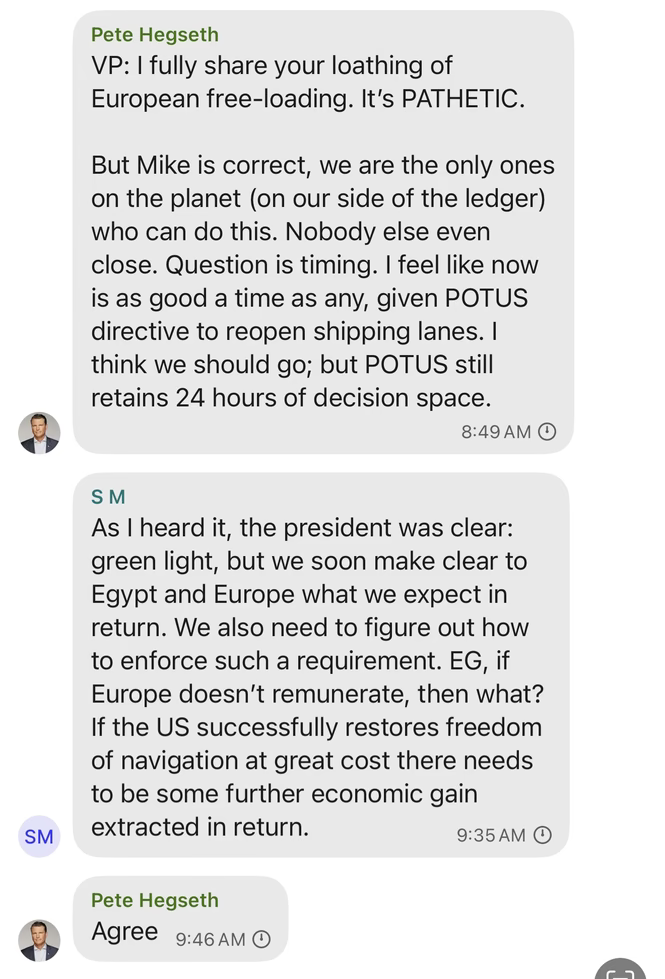
Captura relativa a la protección de instalaciones de extracción de petróleo saudíes

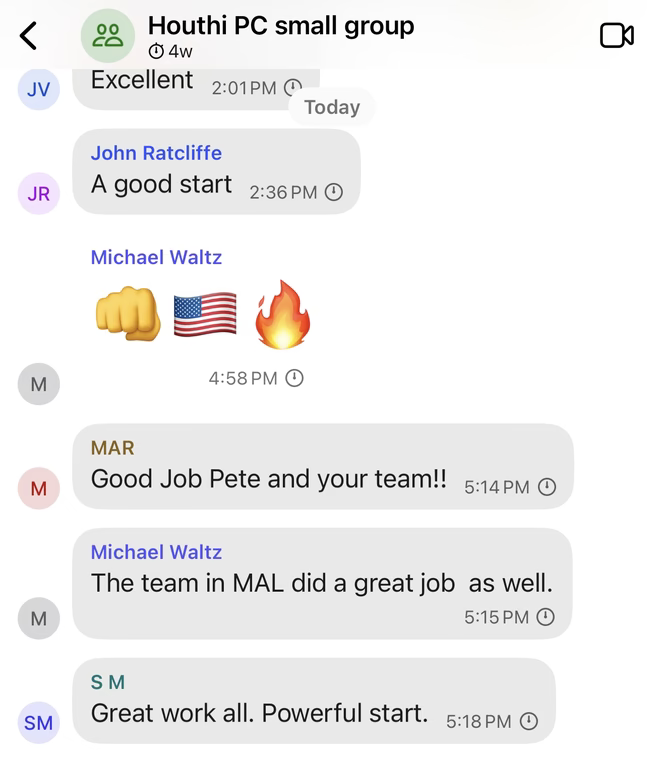
Las conversaciones contienen informaciones confidenciales sobre los ataques del ejército americano en territorio Yemení.

En marzo de 2025, un error en las comunicaciones internas de la administración del presidente de los Estados Unidos, Donald Trump, provocó la filtración de planes militares de Estados Unidos en Yemen, más específicamente planes militares clasificados sobre ataques aéreos en Yemen. La revelación se produjo cuando altos funcionarios del gobierno incluyeron por error al periodista Jeffrey Goldberg, editor de The Atlantic, en un chat grupal de la aplicación de mensajería Signal, donde se discutía la estrategia de bombardeos contra los hutíes en el país de Medio Oriente.
El incidente generó preocupación respecto al incumplimiento, por parte de altos funcionarios de seguridad nacional, de las prácticas establecidas para la protección de la información, así como sobre la posible divulgación de otros datos sensibles relacionados con la seguridad nacional. También suscitó interrogantes acerca del cumplimiento de las leyes de conservación de registros y otros aspectos relacionados. Algunos medios de comunicación han denominado el caso como Signalgate.

## Contexto
Desde principios de 2025, la administración de Donald Trump intensificó los ataques aéreos contra el movimiento hutí en Yemen, como respuesta a sus ataques contra la navegación en el Mar Rojo. Las operaciones militares, que han resultado en decenas de muertos y heridos, forman parte de una campaña más amplia para desmantelar la capacidad ofensiva de los hutíes.
En este contexto, la filtración de información clasificada generó preocupación en la comunidad de inteligencia y en el Congreso de los Estados Unidos, con legisladores de ambos partidos pidiendo explicaciones sobre la vulnerabilidad de las comunicaciones gubernamentales.

## Filtración

Signal, el software en el centro de la filtración, no es una plataforma gubernamental aprobada para compartir información clasificada.

El Consejero de Seguridad Nacional (Estados Unidos) Michael Waltz creó un grupo de conversación en Signal, una aplicación de mensajería encriptada, que supuestamente incluía a varios altos funcionarios de la administración, entre ellos el Vicepresidente JD Vance, el Secretario de Estado Marco Rubio, el Secretario de Defensa Pete Hegseth, el Director de la CIA John Ratcliffe, la Directora de Inteligencia Nacional Tulsi Gabbard (identificada como "TG"), el secretario del Tesoro de los Estados Unidos Scott Bessent (identificado como "Scott B"), el presunto Subjefe de Gabinete de la Casa Blanca Stephen Miller (identificado como "S M"), la Jefa de Gabinete de la Casa Blanca Susie Wiles, y el Enviado Especial de los Estados Unidos para Medio Oriente Steve Witkoff.
El 11 de marzo de 2025, durante la creación de este grupo de chat, Waltz envió una solicitud a través de Signal a Jeffrey Goldberg, el editor en jefe de la revista The Atlantic, para unirse a la conversación. El 13 de marzo de 2025, Goldberg fue añadido a un grupo privado de Signal llamado "Houthi PC small group", donde "PC" presumiblemente se refiere a "Principals Committee", un término que generalmente designa una reunión de altos funcionarios de seguridad nacional. En la discusión posterior, los funcionarios supuestamente compartieron detalles operativos sensibles sobre los ataques militares planeados en Yemen, incluyendo información específica sobre objetivos, sistemas de armas y secuencia de ataques. Los funcionarios aparentemente no se dieron cuenta de la presencia de Goldberg en el chat hasta después de que se llevaron a cabo las operaciones y se realizaron comunicaciones posteriores a la misión. Inicialmente, el grupo intercambió mensajes sobre la organización del personal, con los principales funcionarios designando representantes de sus departamentos para tareas de coordinación.
El 13 de marzo, Witkoff estaba en Moscú en una reunión con Vladímir Putin, aunque no se sabe si tenía un dispositivo con Signal en ese momento. Según una publicación en Telegram de Sergei Markov, Witkoff y Putin estuvieron reunidos hasta la 1:30 a. m. Poco después de la medianoche (hora de Moscú), el chat mencionó a un oficial activo de inteligencia de la CIA.
El 14 de marzo, la conversación en el grupo se centró en posibles acciones militares contra objetivos hutíes. Witkoff había salido de Rusia y se encontraba en Bakú, Azerbaiyán. La cuenta identificada como Vicepresidente Vance expresó reservas sobre el momento de la operación y su alineación con el mensaje de la administración, sugiriendo retrasarla un mes. Esta cuenta declaró:

"No estoy seguro de que el presidente sea consciente de lo inconsistente que es esto con su mensaje sobre Europa en este momento. Existe un riesgo adicional de que veamos un aumento moderado a severo en los precio del petróleo. Estoy dispuesto a apoyar el consenso del equipo y guardar estas preocupaciones para mí. Pero hay un fuerte argumento a favor de retrasarlo un mes, trabajar el mensaje sobre por qué esto importa, ver cómo está la economía, etc."
Vicepresidente de los Estados Unidos JD Vance

La cuenta asociada a Hegseth respondió con una justificación para la acción inmediata, señalando los riesgos de la demora, incluyendo posibles filtraciones que podrían hacer que la administración pareciera indecisa. La discusión incluyó intercambios sobre los intereses económicos europeos en las rutas comerciales del Mar Rojo y la política de la administración sobre el reparto de costos con aliados, con la cuenta asociada a Vance afirmando: "Odio rescatar a Europa otra vez." mientras que la cuenta asociada a Hegseth respondió: "VP: Comparto completamente tu aversión a la dependencia europea. Es PATÉTICO. Pero Mike tiene razón, somos los únicos en el planeta (de nuestro lado) que pueden hacer esto." Una cuenta presumiblemente de Stephen Miller cerró la discusión afirmando que el presidente había dado luz verde, pero quería garantías de que las naciones europeas contribuirían financieramente a la seguridad de las rutas marítimas.
El 15 de marzo a las 11:44 a. m. EDT (UTC−4), la cuenta asociada a Hegseth compartió lo que Goldberg describió como información operativa detallada sobre los ataques inminentes, incluyendo objetivos, sistemas de armas y secuencia de ataques. Goldberg afirmó que este mensaje indicaba que los ataques comenzarían aproximadamente a la 1:45 p. m. EDT.
Aproximadamente a la 1:55 p. m. EDT del 15 de marzo, Goldberg verificó a través de redes sociales que estaban ocurriendo explosiones en Saná, la capital de Yemen. Tras los ataques, los miembros del grupo intercambiaron mensajes de felicitación. La cuenta asociada a Waltz caracterizó la operación militar como un "trabajo increíble", mientras que otras cuentas contribuyeron con respuestas afirmativas. Según informes, la cuenta asociada a Waltz compartió tres emoji en respuesta: un puño, una bandera estadounidense y un símbolo de fuego. Un usuario identificado como "MAR", que se cree que es Marco Rubio, felicitó escribiendo "Pete y su equipo!!", haciendo referencia al secretario de Defensa Pete Hegseth. La cuenta asociada a Steve Witkoff envió un mensaje con cinco emoji: dos manos en oración, un bíceps flexionado y dos banderas estadounidenses. Para este momento, Witkoff había regresado a Estados Unidos.
Goldberg observó la conversación sin participar y, finalmente, se retiró del chat, lo que habría notificado automáticamente al creador del grupo. No recibió consultas sobre su participación o su salida. Más tarde, publicó un artículo sobre el grupo de chat en The Atlantic el 24 de marzo de 2025, revelando la brecha de seguridad y las conversaciones completas dos días después. Expresó la preocupación de expertos en seguridad de que la coordinación de operaciones de seguridad nacional a través de Signal potencialmente violaba la Ley de Espionaje. Signal no es una plataforma gubernamental aprobada para compartir información clasificada. Los expertos también señalaron la posible violación de las leyes federales de archivos, que exigen la preservación de las comunicaciones relacionadas con asuntos oficiales del gobierno, debido a que el grupo de Signal estaba configurado para eliminar automáticamente los mensajes después de períodos de una o cuatro semanas. La inclusión inadvertida de un periodista en el grupo posiblemente constituyó una divulgación no autorizada de información sensible a una persona sin la debida autorización.

## Reacciones
La administración de Trump minimizó el impacto del incidente, asegurando que no se había comprometido ninguna operación crítica. Sin embargo, expertos en seguridad y varios legisladores expresaron su preocupación por la fragilidad de las comunicaciones gubernamentales y la posible exposición de información clasificada a actores extranjeros.
El secretario de Defensa, Pete Hegseth, recibió fuertes críticas y algunos sectores políticos pidieron su renuncia debido a la negligencia en la gestión de la información clasificada. El Congreso de los Estados Unidos anunció audiencias para investigar el incidente y evaluar posibles fallos en los protocolos de seguridad de la administración.
Mientras tanto, el líder de la minoría en la Cámara de Representantes, Hakeem Jeffries (D-N.Y.), pidió la apertura de una investigación en el Congreso para comprender cómo ocurrió esta violación de la seguridad operativa. Jeffries calificó el incidente como "imprudente, irresponsable y peligroso".
Tras la confirmación de la autenticidad de las filtraciones del chat grupal, la secretaria de prensa de la Casa Blanca, Karoline Leavitt, expresó la posición actual de la Administración sobre el tema, declarando: "Como dijo el presidente Trump, los ataques contra los hutíes han sido altamente exitosos y efectivos. El presidente Trump sigue teniendo la máxima confianza en su equipo de seguridad nacional, incluido el asesor de seguridad nacional Mike Waltz".
El presidente del Comité de Servicios Armados del Senado, el senador republicano Roger Wicker, respondió a la filtración afirmando: "Estamos muy preocupados por esto y lo investigaremos de manera bipartidista".
Posteriormente, el secretario de Defensa, Pete Hegseth, negó que se hayan compartido planes militares en el chat de Signal y calificó el informe de The Atlantic como "basura", Durante una visita oficial a Hawái, Hegseth declaró que "nadie estaba enviando planes de guerra" y cuestionó la credibilidad del editor Jeffrey Goldberg llevando a la redacción a publicar el resto de las conversaciónes el 26 de marzo.

## Consecuencias
El error de comunicación ocurrió en un momento de alta tensión para la administración de Trump, que también enfrentaba controversias por su política migratoria, incluyendo el intento de usar la Ley de Enemigos Extranjeros de 1798 para deportar inmigrantes venezolanos, una medida bloqueada por una orden judicial.
El incidente subrayó la preocupación por la gestión de la seguridad en el gobierno y sus implicaciones para la estrategia militar estadounidense en el extranjero. A pesar de la controversia, las operaciones militares en Yemen continuaron, con el Departamento de Defensa anunciando que los ataques contra los hutíes podrían extenderse durante varias semanas más.
El presidente Donald Trump declaró no estar al tanto del asunto y expresó su desconfianza hacia The Atlantic. Sin embargo, el escándalo desató reacciones en el Congreso, con legisladores demócratas exigiendo investigaciones y posibles sanciones para los funcionarios involucrados, argumentando que la filtración de información clasificada podría constituir una violación de la Ley de Espionaje.

### Segundo artículo deThe Atlantic
En respuesta a las afirmaciones de la administración de que no se compartió material clasificado en el grupo de Signal, Goldberg y Shane Harris publicaron un segundo artículo en The Atlantic el 26 de marzo, en el que presentaron el texto completo de los intercambios que tuvieron lugar durante el ataque contra los hutíes el 15 de marzo, omitiendo únicamente el nombre de un operativo de la CIA. Esta publicación reveló que las conversaciones incluían detalles específicos sobre el momento previsto de los ataques militares.

### Demanda de American Oversight
El 26 de marzo, el grupo de vigilancia gubernamental American Oversight presentó una demanda ante el Corte de Distrito de los Estados Unidos para el Distrito de Columbia contra Pete Hegseth, Tulsi Gabbard, John Ratcliffe, Scott Bessent, Marco Rubio y los Archivos Nacionales y Administración de Documentos, alegando que incumplieron la Ley de Registros Federales (Federal Records Act) y la Ley de Procedimiento Administrativo (Administrative Procedure Act). El caso ha sido asignado al juez James Boasberg.
Boasberg también preside otro caso relacionado con la administración de Trump, J.G.G. v. Trump, que involucra la aplicación de las Leyes de Extranjería y Sedición para deportar a ciudadanos venezolanos acusados de estar vinculados a la organización criminal Tren de Aragua. El periodista Colin Kalmbacher señaló que, en ese caso, la administración informó a Boasberg que no le proporcionaría información sobre los vuelos comerciales utilizados para trasladar a los venezolanos a una prisión en El Salvador, amparándose en el privilegio de secretos de Estado. En contraste, en el caso actual, la administración ha sostenido públicamente que no se divulgó información clasificada sobre seguridad nacional.

### Audiencia del Comité Selecto Permanente de Inteligencia de la Cámara de Representantes
El 26 de marzo, el Comité Selecto Permanente de Inteligencia de la Cámara de Representantes llevó a cabo una audiencia en el marco de la Evaluación Anual de Amenazas Globales de la Comunidad de Inteligencia de los Estados Unidos, en la que también se abordó la situación relacionada con la filtración de información.